# (100824) 1998 FF142
(100824) 1998 FF142 es un asteroide perteneciente al cinturón de asteroides, región del sistema solar que se encuentra entre las órbitas de Marte y Júpiter, descubierto el 29 de marzo de 1998 por el equipo del Lincoln Near-Earth Asteroid Research desde el Laboratorio Lincoln, Socorro, Nuevo México, Estados Unidos.

## Designación y nombre
Designado provisionalmente como 1998 FF142. 

## Características orbitales
1998 FF142 está situado a una distancia media del Sol de 2,347 ua, pudiendo alejarse hasta 2,629 ua y acercarse hasta 2,066 ua. Su excentricidad es 0,119 y la inclinación orbital 5,561 grados. Emplea 1314,10 días en completar una órbita alrededor del Sol.

## Características físicas
La magnitud absoluta de 1998 FF142 es 16,3. 